# Traço (mineralogia)
Em mineralogia (estudo dos minerais), traço ou risca é a cor do pó de um mineral obtido, quando este é riscado contra uma placa ou fragmento de porcelana de cor branca não-vitralizada (áspera).
O método do traço é um procedimento analítico e qualitativo utilizado em mineralogia para a identificação de diferentes espécies de minérios. Consiste em deslizar, com força, uma amostra desconhecida sobre uma superfície branca e sólida, sobre a qual se produzirá traços de pó de coloração característica. Esta cor do pó obtido permitirá identificar, com outras características de identificação, a natureza do mineral comparando-o com padrões conhecidos ou por consulta em documentações apropriadas.
O traço do mineral em questão é sempre o mesmo independentemente da cor.